# أندرياس سكوتيداس
أندرياس سكوتيداس هو مبارز بالسيف يوناني، مثّل بلاده في الألعاب الأولمبية الصيفية 1948.

## روابط خارجية
أندرياس سكوتيداس على موقع أوليمبيديا (الإنجليزية)